# Цинковый палец и BTB-домен, содержащий белок 16
 Белок 16, содержащий цинковый палец и ВТВ-домен  — белок, кодируемый у человека геном  ZBTB16 .

## Функция
Этот ген — член семейства круппель-белков цинкового пальца типа C2H2 и кодирует транскрипционный фактор цинкового пальца, который содержит девять доменов типа круппель (нем. Krueppel) цинкового пальца на С-конце. Этот белок находится в ядре, участвует в прогрессировании клеточного цикла и взаимодействует с гистондезацетилазой. Конкретные случаи аберрантных перестроек генов в этом локусе были связаны с острым промиелоцитарным лейкозом и физиологические функции были определены у мышей в качестве естественных киллеров Т-клеток и гамма-дельта Т-клеток. Существуют альтернативные варианты сплайсинга транскрипции, которые были охарактеризованы у человека.

## Взаимодействия
Белок 16, содержащий цинковый палец и ВТВ-домен, как было выявлено, взаимодействует со следующими структурами:
- Ангиотензин II рецепторов типа 1,[7]
- BCL6,[8]
- Bmi1,[9]
- Кальцитриольный рецептор,[10][11]
- FHL2,[12]
- GATA1,[13]
- GATA2,[14]
- HDAC1,[15][16][17]
- HDAC4,[15][18]
- HDAC6,[15]
- Гепариносвязывающий EGF-подобный фактор роста,[19][20]
- Гистондеацетилаза 5,[15][18]
- Корепрессор ядерных рецепторов 2,[21][17][22]
- Белок промиелоцитарного лейкоза[23]
- RUNX1T1,[24][25]
- Альфа-рецептор ретиноевой кислоты,[26]
- SIN3A,[16][17][10]
- SIN3B,[16] и
- ZBTB32.[27]